# Makirí (jezik)
Makirí (kod: qi8) jezik ili dijalekt iz skupine kawahíb kojim su govorili Indijanci Makiri s rijeke rio São Manuel. Lyle Campbell (1997) i Terence Kaufman (2007), navode ga kao jedan od 4 kawahibska jezika koja imaju na svojim popisima.
Charles A. Zisa (1970) smatra ga jednim od guaranskih dijalekata

## Vanjske poveznice
- The Makirí Language